# Dendrocoelum italicum
Il dendrocelo italico (Dendrocoelum italicum Vialli, 1937) è una planaria appartenente alla famiglia Dendrocoelidae attualmente nota unicamente per la grotta Bus del Budrio presso il Monumento naturale Altopiano di Cariadeghe (Serle, BS).

## Descrizione
Si tratta di una planaria adattata alla vita negli ambienti sotterranei e che presenta tipici caratteri considerati troglomorfici, quali una totale assenza di pigmenti e la mancanza di occhi. 
Gli adulti raggiungono al massimo una lunghezza di circa 2 cm. Spesso gli individui che hanno mangiato da poco assumono una colorazione nerastra o rossastra a seconda delle prede da cui hanno assorbito i fluidi grazie al loro faringe protrudibile.

## Biologia
La biologia della specie è poco nota. Infatti dopo la descrizione del 1937, avvenuta sulla base di alcuni individui raccolti dal biospeleologo Pavan, non sono più stati effettuati studi sulla specie per oltre 80 anni. Recenti rilievi volti a verificare lo stato di conservazione della specie hanno evidenziato oscillazioni stagionali nel numero di individui osservabili all'interno della località tipo e il fatto che ci sia un numero significativamente maggiore di individui attivi nel corso delle ore notturne.
Non sono disponibili ancora dati sulla riproduzione e sulla durata del ciclo vitale.

### Alimentazione
La specie è predatrice e si nutre di anellidi, crostacei anfipodi del genere Niphargus, bivalvi del genere Pisidium e altri invertebrati.

## Distribuzione e habitat
La specie è nota attualmente solo per la grotta Bus del Budrio a Serle (BS). Al momento del primo rinvenimento numerosi esemplari erano stati contati all'interno di una pozza presente nel tratto iniziale della grotta stessa. Successivamente in seguito alla captazione del ruscello sotterraneo che alimentava la pozza, l'idrografia della grotta è cambiata e le planarie venivano osservate in corrispondenza di un piccolo rivolo alimentato dai tubi provenienti dalla captazione stessa. La pozza originaria risultava inoltre del tutto asciutta. Recenti interventi di riqualificazione ambientale hanno portato alla rimozione della captazione e alla ricostituzione della pozza sotterranea; le planarie sono state tolte dalla porzione captata e immesse nella pozza ripristinata. La densità di individui non è variata significativamente ma nella pozza è presente una densità di prede potenziali molto elevata. Le planarie sono state rinvenute anche in alcune pozze di stillicidio poste a poca distanza dalla pozza ripristinata, mentre nessun individuo è stato osservato nel ruscello sotterraneo.

## Conservazione
In generale lo stato di conservazione della popolazione vista la discreta densità di individui presenti è considerato relativamente buono.